# Volvo Duett
O Volvo Duett é um automóvel da Volvo que esteve em produção de 1953 a 1969.
O nome Duett pretendia significar um carro que pudesse ser usado como veículo de entrega durante a semana e como um sedã confortável fora do trabalho.
O Duett foi produzido em três estilos de carroceria: uma carrinha/perua, um furgão e, em pequenos números, um chassi cabine.

## Design de estrutura de escada
O design é baseado no sedã Volvo PV e compartilha motor e suspensão dianteira com esse modelo. No entanto, ao contrário do PV, que tinha um design monobloco e suspensão traseira com mola helicoidal, o Duett usava uma estrutura de escada com molas de lâmina apoiando a parte traseira.

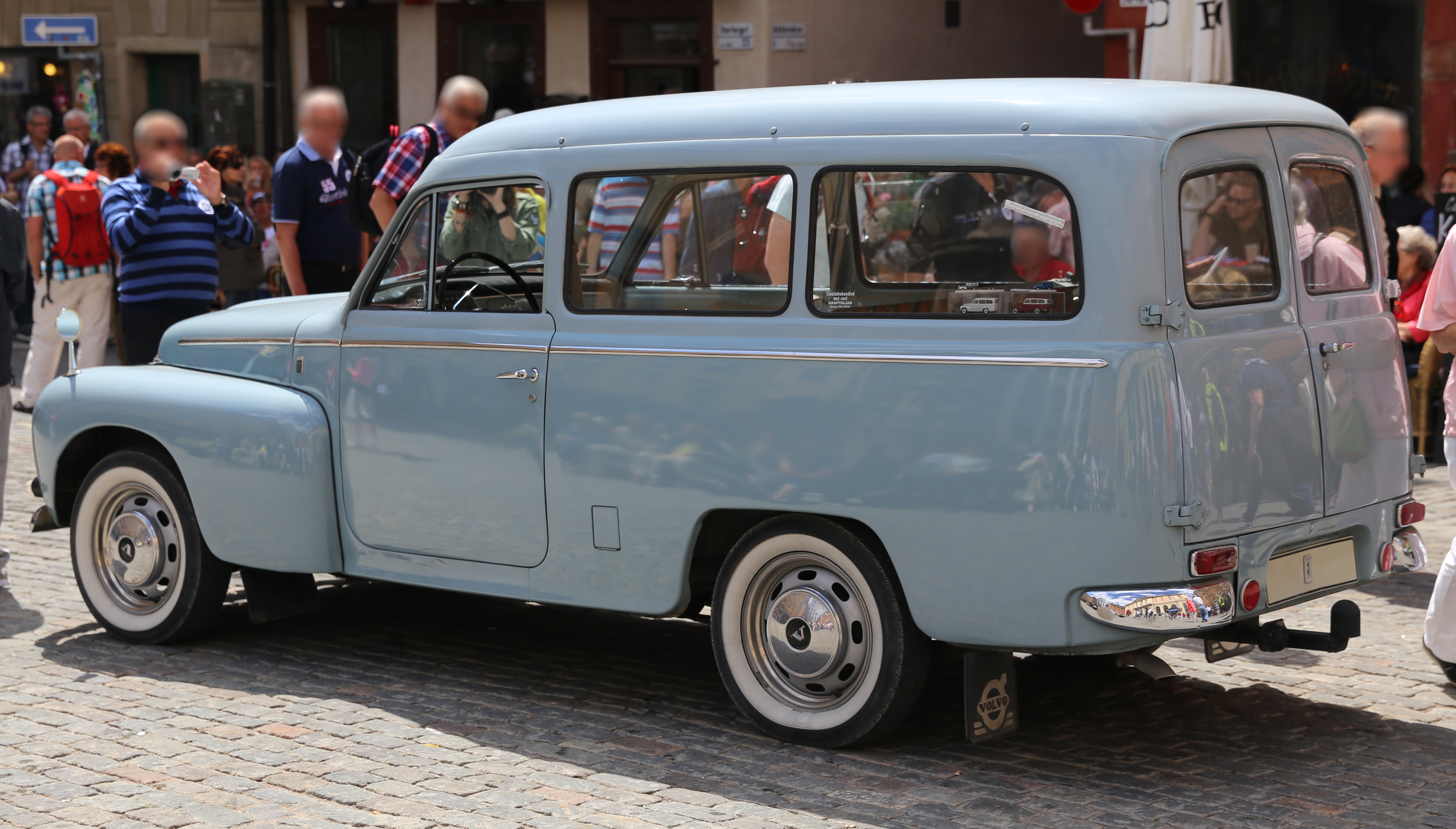
Um Volvo Duett (21134E) 1965

Embora o Duett tenha sido criticado como um design regressivo por aqueles que apontam que o carro com estrutura em escada foi baseado no primeiro carro monobloco da Volvo; o uso de um chassi de escada separado proporcionou à Volvo uma solução fácil em seu desejo de produzir um veículo comercial adequado. A disponibilidade do chassi simples também permitiu que construtores suecos de ônibus, como Grip, Valbo e Nordbergs, construíssem picapes, conversíveis e veículos comerciais especializados baseados no Duett. A versatilidade do design da estrutura em escada também fez do Duett uma escolha popular como base para veículos personalizados, como hot rods e EPA traktors.
O Duett foi o único automóvel comercializado pela Volvo nos Estados Unidos que utilizou uma estrutura separada. Todos os outros modelos eram de construção monobloco.

## Designações de modelo

### PV445
A carroceria do PV445 foi baseada no sedã PV444 e compartilhava seu pára-brisa plano de duas peças.

### P210
O P210 substituiu o P445 no outono de 1960. É mais facilmente distinguível do PV445 pelo uso de um pára-brisa curvo de peça única, que compartilha com o PV544.

## Fim e substituição
O P210 final saiu de linha em 1969, quatro anos após o fim da produção do PV544 no qual foi baseado. O Duett foi substituído pelo Volvo 145 Express, um design mais moderno de Jan Wilsgaard que é um avanço evolutivo de seu trabalho anterior na plataforma do Volvo Amazon e não tem relação com o Duett em termos de engenharia.

## Galeria
- Volvo PV445 com carroceria de outro construtor
- Volvo PV445 Cabriolet 1952
- Volvo PV445 Cabriolet 1953
- Volvo PV445 Cabriolet
- Volvo PV445 1957 montado no Rio de Janeiro pela Carbrasa
- Vista traseira do Volvo PV445 montado pela Carbrasa
- Volvo 21134 A Duett 1960
- Volvo 21134 F 1966
- Volvo Duett ambulância